# T.J. Perkins
Theodore James Perkins (ur. 3 września 1984 w Kansas City) – amerykański profesjonalny wrestler, obecnie występujący w federacji WWE w brandzie Raw w dywizji cruiserweight pod pseudonimem ringowym TJP (skrót od poprzedniego pseudonimu T.J. Perkins). Jest byłym i pierwszym posiadaczem WWE Cruiserweight Championship wprowadzonego w 2016. Perkins jest znany z występów w Total Nonstop Action Wrestling (TNA) pod pseudonimem Manik, gdzie był w posiadaniu TNA X Division Championship. Ponadto pracował w federacjach niezależnych jako TJP oraz zamaskowany wrestler Puma.

## Kariera profesjonalnego wrestlera

### Treningi i wczesna kariera (1998–2003)
Perkins rozpoczął swoje pierwsze treningi w wieku 13 lat w lokalnej szkółce lucha libre w Los Angeles w Kalifornii. Zadebiutował w sierpniu 1998 występując pod maską, gdyż promotorzy uważali, że wygląda na za młodego na walki w ringu. Przybrał pseudonim T.J. Perkins i przydomek „Pinoy Boy”. Ze względu na treningi nie uczęszczał w większości piątków do szkoły. Przez dwa pierwsze lata kariery występował w federacjach niezależnych w Kalifornii, Nevadzie, Arizonie i Meksyku.

### New Japan Pro-Wrestling (2001–2003; 2011)
W 2001 Perkins rozpoczął treningi w Inoki Dojo federacji New Japan Pro-Wrestling (NJPW) u boku Ricky’ego Reyesa, Rocky’ego Romero i Bryana Danielsona. Wszyscy wspólnie zadebiutowali w NJPW w październiku 2002, gdzie Perkins wystąpił jako „Pinoy Boy” T.J. Perkins. W wieku 18 lat w 2003, Perkins po raz trzeci wyruszył w podróż z NJPW, gdzie otrzymał rolę postaci Pumy, zamaskowanego wrestlera podobnego do Tiger Maska, przy czym zaczął współpracować w drużynie z Tiger Maskiem IV. Perkins twierdzi, że postać została stworzona z powodu postrzegania podobieństw jego i oryginalnego Tiger Maska, Satoru Sayamy, gdzie Perkins miał zostać amerykańską wersją Tiger Maska.
Pod koniec maja 2011, Perkins (występujący jako TJP) wziął udział w turnieju Best of the Super Juniors 2011. Poprzez wygraną trzech z ośmiu walk zajął siódme miejsce w swoim bloku i nie przeszedł do półfinałów.

### Pro Wrestling Guerrilla (2003–2012)
Perkins zaczął występować w promocji Pro Wrestling Guerrilla (PWG) w 2003 jako „Pinoy Boy” T.J. Perkins, gdzie pojawił się podczas gali Are You Adequately Prepared To Rock?! i pokonał Vita Thomasellego, zaś na gali An Inch Longer Than Average przegrał w six-man tag team matchu. W grudniu zmienił pseudonim ringowy na Puma i wziął udział w turnieju Tango and Cash Invitational Tournament o inauguracyjnych posiadaczy PWG World Tag Team Championship, gdzie Samoa Joe był jego partnerem. Para dotarła do drugiej rundy, po czym zostali wyeliminowani. Przez cały 2004 Puma występował regularnie w singlowych walkach pokonując między innymi Ricky’ego Reyesa, Tony’ego Kozinę, Brada Bradleya i The UK Kida. Przez pierwszą połowę 2005 sporadycznie występował w PWG, głównie w walkach eliminacyjnych.
W lipcu 2005 powrócił do używania pseudonimu TJ Perkins, po czym pokonywał w singlowych starciach takich wrestlerów jak Daveya Richardsa czy też Hardkore Kidda, lecz Perkins i Alex Shelley nie zdołali pokonać tej dwójki w walce drużynowej. Perkins przegrał z Shelleyem podczas gali After School Special. Zakończył rok 2005 i rozpoczął 2006 występami w tag team matchach. W marcu wrócił do występów solo, gdzie podczas gali Beyond The Thunderdome pokonał Mr. Excitementa. Podczas gali Self-Titled z października, Perkins pokonał Rocky’ego Romero, lecz kilka dni później przegrał z nim w rewanżu. Pod koniec roku rozpoczął rywalizację z Bino Gambino, gdzie zawalczył z nim wiele sześcioosobowych drużynowych walk na początku 2007. W maju pokonał Gambino w singlowym starciu.

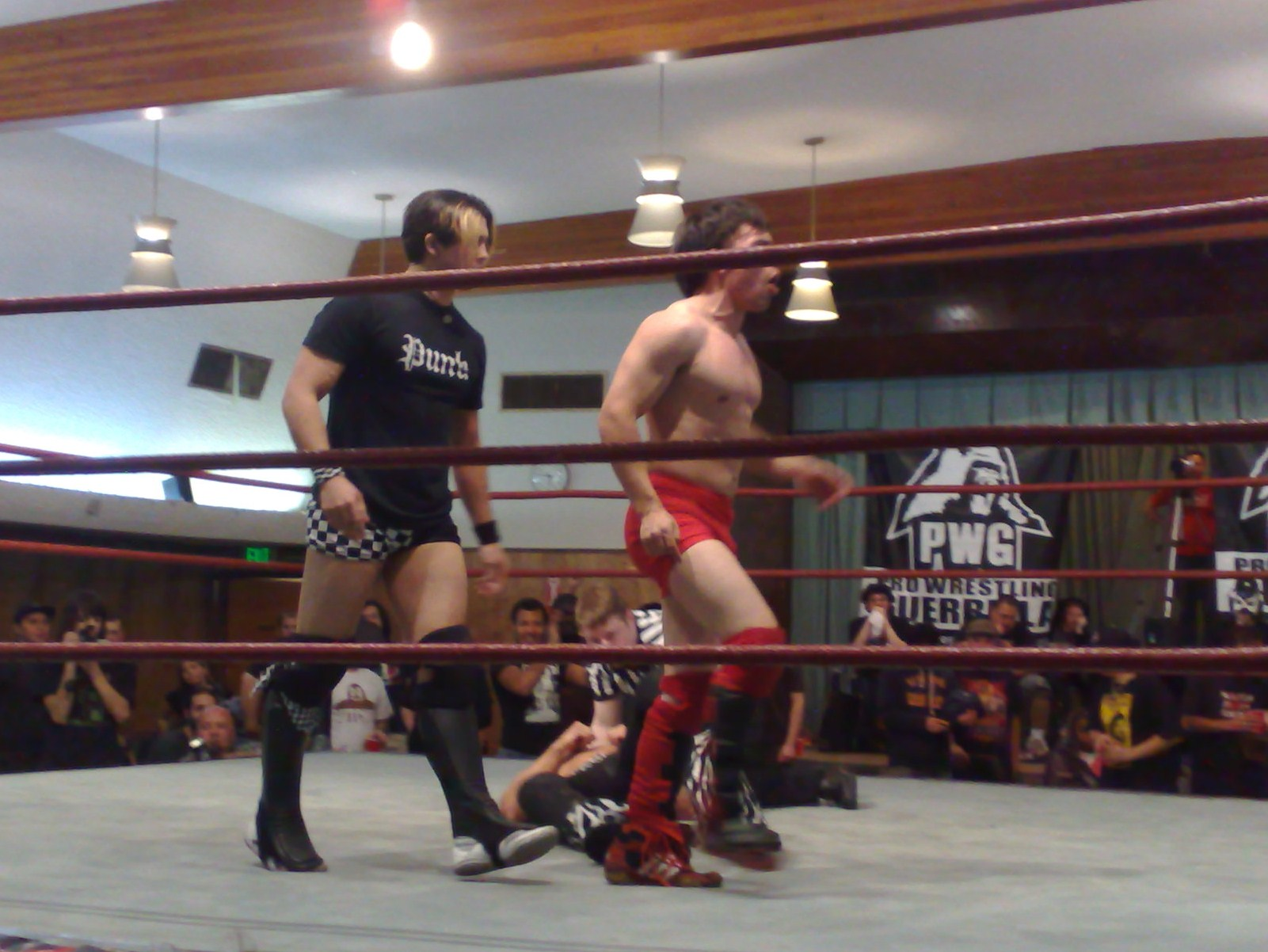
Perkins (po lewej) i jego tag team partner Hook Bomberrym w ringu podczas gali Scared Straight w 2008.

W styczniu 2008 Perkins uformował regularny tag team z Hookiem Bomberrym, wspólnie wystąpili w kwalifikacjach do turnieju Dynamite Duumvirate Tag Team Title Tournament. Podczas gali Pearl Habra duo pokonało The Young Bucks (Nicka i Matta Jacksona), lecz podczas gali ¡Dia de los Dangerous! przegrali z Los Luchas (Phoenix Starem i Zokrem). Na gali Scared Straight pokonali Scorpio Sky'a i Ronina przez dyskwalifikacje, a tej samej nocy zainterweniowali w walce pomiędzy Los Luchas i The Young Bucks. Doprowadziło to do starcia czterech drużyn w four-way elimination tag team matchu na gali 1.21 Gigawatts, który wygrało Los Luchas. Perkins i Bomberry otrzymali ostatnią szansę na dołączenie do turnieju DDT4, gdzie na gali It's a Gift... and a Curse przegrali ze Scorpio Sky'em i Roninem. Tuż po przegranej Perkins powrócił do solowych występów. W listopadzie wziął udział w turnieju Battle of Los Angeles, gdzie w pierwszej rundzie pokonał Chucka Taylora, jednakże został wyeliminowany w kolejnej rundzie przez Bryana Danielsona. W styczniu i lutym 2009 przegrał singlowe walki z Austinem Ariesem i B-Boyem. Po przeprowadzce na Florydę na początku 2009, Perkins zaprzestał występów w PWG.
We wrześniu 2011 Perkins powrócił do PWG na gali The Perils of Rock N' Roll Decadence, gdzie przegrał z Eddiem Edwardsem. W 2012 brał udział w mniej ważnych walkach. We wrześniu wziął udział w kolejnym turnieju Battle of Los Angeles, w którym w pierwszej rundzie pokonał Joeya Ryana, a w ćwierćfinale został pokonany przez Samiego Callihana.

### Ring of Honor (2003–2012)

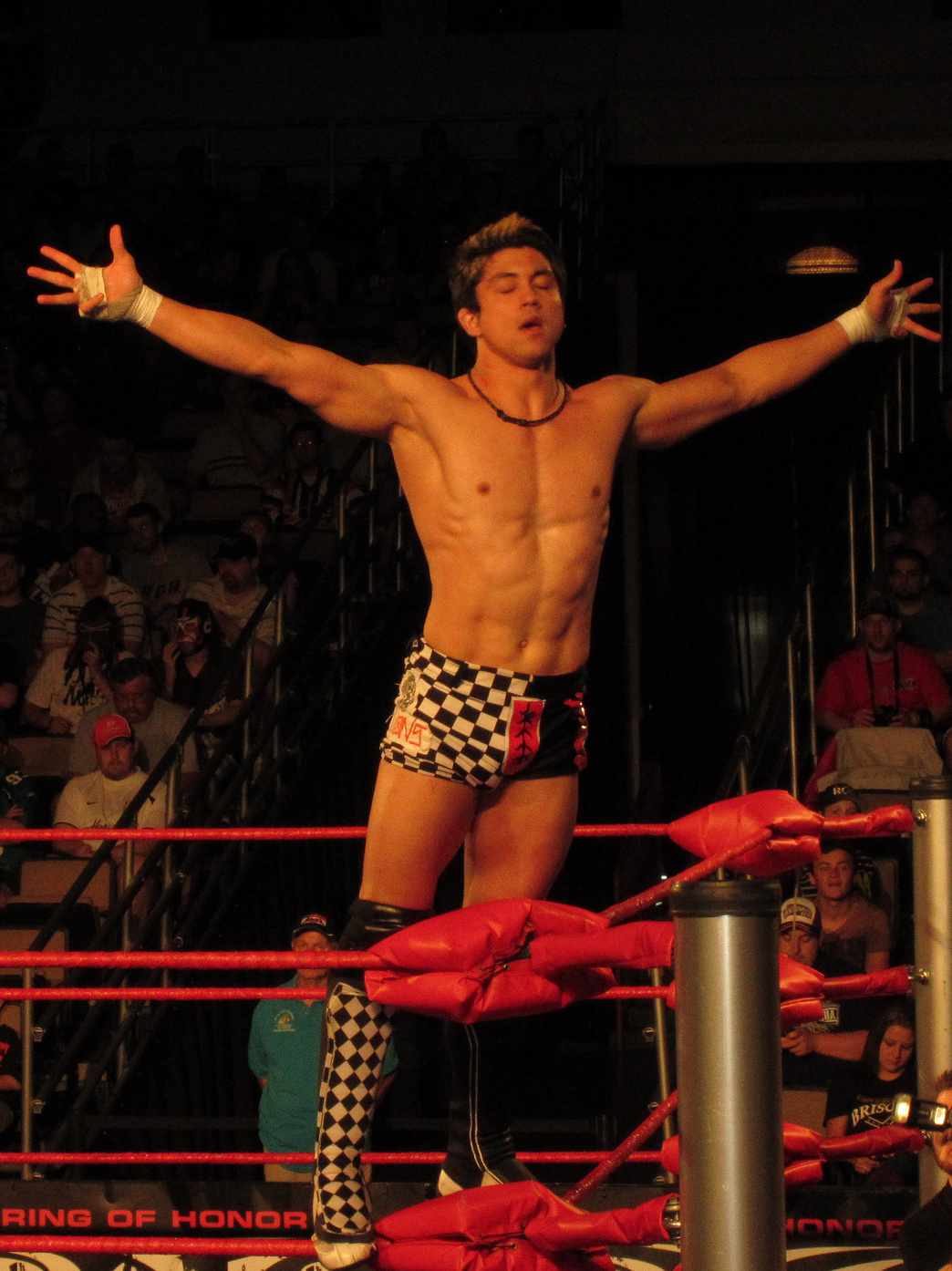
Perkins podpisał kontrakt z Ring of Honor w 2011, lecz rok później poprosił o rozwiązanie kontraktu.

Perkins zadebiutował dla Ring of Honor (ROH) w grudniu 2003, gdzie używał pseudonimu Puma i przegrał z Joshem Danielsem. Puma powrócił do ROH w lutym 2005 i przegrał w dwóch walkach z Homicidem i Jamesem Gibsonem. Kolejny występ nastąpił w sierpniu, gdzie ponownie poniósł porażkę wraz z Jimmym Rave’em w walce drużynowej, a także w singlowym starciu z Rickym Reyesem. W lutym 2007 podczas gali Fifth Year Festifal: Philly, Perkins wystąpił pod swoim regularnym pseudonimem i przegrał z Nigelem McGuinnessem. Kolejne porażki nastąpiły w październiku 2007, zaś pierwszą walkę wygrał dopiero w grudniu 2010 z Kyle'em O’Reillym. 18 grudnia 2010 na gali Final Battle 2010 przegrał z Coltem Cabaną.
W styczniu 2011 Perkins pojawił się podczas gali Showdown in the Sun II, gdzie przegrał z Daveyem Richardsem. Dwa miesiące później przegrał z Chrisem Hero i El Generico, lecz mimo tego ROH ogłosiło podpisanie z nim kontraktu w październiku. Perkins był wykorzystywany głównie w roli jobbera, gdzie do końca roku przegrywał z Jayem Briscoe, Jayem Lethalem i Mikiem Bennettem. Podczas gali Final Battle 2011 przegrał z Michaelem Elginem. W marcu podczas gali ROH 10th Anniversary Show, on i Amazing Red przegrali z The House of Truth (Elginem i Roderickiem Strongiem). Podczas trwania rywalizacji federacji ROH z Chikarą, Perkins zawalczył podczas gali Showdown in the Sun i pokonał Fire Anta. Na gali Unity Fire Ant i jego sprzymierzeńcy z grupy The Colony pokonali Perkinsa, Jaya Lethala i Adama Cole’a w six-man tag team matchu. W kwietniu Perkins rozpoczął rywalizację z Mikiem Mondo pokonując go w singlowym starciu. Na gali Border Wars 2012 Perkins, Rhett Titus i Kenny King pokonali Mondo i The Young Bucks. 9 września Perkins poprosił o rozwiązanie kontraktu z federacją.

### Total Nonstop Action Wrestling

#### Sporadyczne wystąpienia (2004–2013)

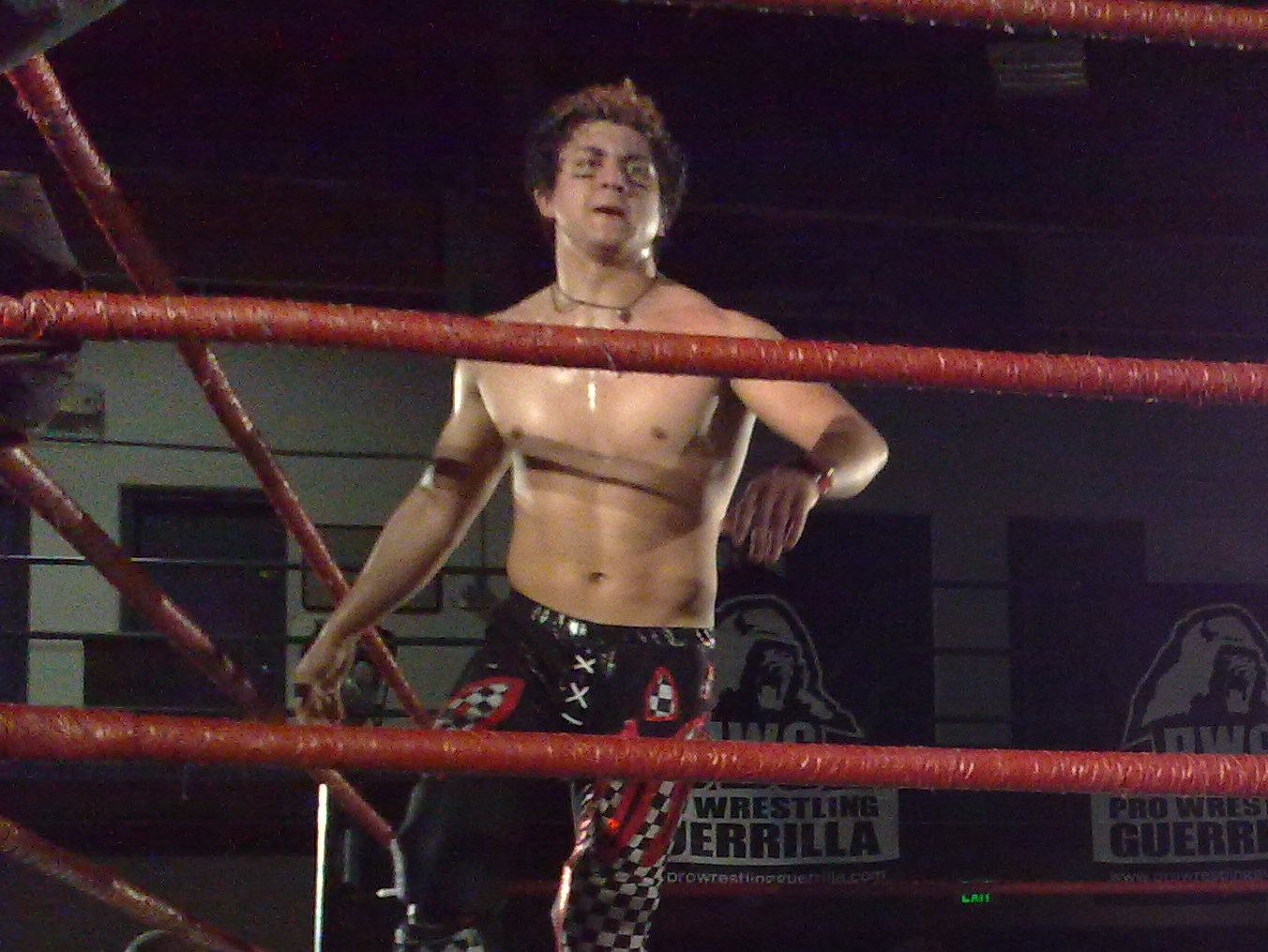
Perkins w 2008.

W 2004 Perkins wystąpił jako Puma w federacji Total Nonstop Action Wrestling (TNA), gdzie pracował w roli jobbera podczas kilku nagrań programów TNA Xplosion. Był również pierwszą osobą wyeliminowaną z turnieju Super X_Cup 2004. Podczas gali Victory Road wziął udział w 20-osobowym X-Division gauntlet battle royalu, lecz również został wyeliminowany jako pierwszy. Dwa lata później powrócił do TNA jako reprezentant Japonii w International X-Division Showcase matchu podczas gali Destination X, gdzie wziął udział w walce z Peteyem Williamsem, Chrisem Sabinem i Sonjayem Duttem; pojedynek wygrał Sabin. Miesiąc później był częścią Xscape matchu na gali Lockdown. Podczas turnieju World X-Cup 2006, Puma był częścią drużyny Team Mexico u boku Incognito, Magno i Shockera – ostatecznie Team Mexico zajęło trzecie miejsce zdobywając cztery punkty. W lipcu 2007 Puma powrócił do TNA i brał udział w kolejnym 10-osobowym Ultimate X Gauntlet matchu na gali Victory Road, aczkolwiek pierwszy odpadł z pojedynku. Powrócił rok później i podczas gali Victory Road 2008 reprezentował Team Japan w walce eliminacyjnej.
22 września 2009 Puma powrócił do TNA i zawalczył w dark matchu, w którym został pokonany przez Colta Cabanę. W 2011 powrócił do używania pseudonimu T.J. Perkins, gdzie podczas nagrań tygodniówek TNA Impact! przegrał z Shannonem Moore'em i El Generico. We wrześniu 2012 wystąpił jako Puma w dark matchu z Zema Ionem. 12 stycznia 2013 był częścią nagrań gali One Night Only: X-Travaganza, gdzie brał udział w siedmioosobowym Xscape matchu, który wygrał Christian York.

#### Manik (2013–2016)
23 maja 2013 Perkins wystąpił podczas odcinka tygodniówki Impact Wrestling jako Suicide, gdzie pokonał Peteya Williamsa i Joeya Ryana. Dzięki zwycięstwu wystąpił na gali Slammiversary XI w Ultimate X matchu o TNA X Division Championship, lecz walkę wygrał Chris Sabin pokonujący jego i Kenny’ego Kinga. 27 czerwca podczas odcinka Impact Wrestling Perkins został ujawniony jako osoba, która atakowała właściwego Suicide'a, po czym przebierał się w jego kostium; ponadto spowodował zdobycie X Division Championship przez Austina Ariesa.
Tydzień później Perkins zaczął występować jako Manik, gdzie nosił podobny strój i maskę do Suicide'a. Wziął udział w trzyosobowej walce o X Division Championship z Sabinem i Ariesem, lecz Sabin zdołał obronić tytuł, kiedy to Manik został wyrzucony z ringu i zaatakowany przez grupę Aces & Eights. Po tym jak Sabin zawiesił mistrzostwo, Manik wziął udział w turnieju mianującym nowego mistrza; dotarł do finału pokonując Chavo Guerrero i Kenny’ego Kinga. 25 lipca podczas tygodniówki Impact Wrestling wygrał zawieszony X Division Championship pokonując Grega Marasciuolo i Sonjaya Dutta w trzyosobowym Ultimate X matchu. Był w posiadaniu tytułu do październikowej gali Bound for Glory, gdzie utracił go na rzecz Sabina w pięcioosobowym Ultimate X matchu. Manik powrócił do federacji podczas gali Lockdown 2014, gdzie przegrał z Tigre Uno w steel cage matchu. Podczas gali Slammiversary XII wziął udział w ladder matchu o X Division Championship, lecz walkę wygrał Sanada.
3 września 2014 na odcinku Impact Wrestling, Manik został porwany przez Jamesa Storma i Sanadę. Tydzień później trio utworzyło frakcję „The Revolution” i zaatakowało Samoa Joego i Homicide'a, wskutek czego stali się antagonistami. Podczas gali Bound for Glory Manik przegrał w starciu z Minoru Tanaką. Pół roku później na gali Slammiversary brał udział w three-way elimination matchu o X Division Championship, aczkolwiek Tigre Uno zdołał obronić tytuł. 23 września 2015 podczas odcinka Impact Wrestling Manik opuścił The Revolution i porzucił noszenie maski, dzięki czemu powrócił do roli protagonisty. Na gali Bound for Glory wziął udział w Ultimate X matchu o X Division Championship; walkę ponownie wygrał Tigre Uno. W październiku i listopadzie brał udział w TNA World Title Series, gdzie pokonał Mandrewsa oraz DJ Z'ego, a także przegrał z Tigre Uno. Turniej zakończył zdobywając sześć punktów i nie przeszedł do dalszej części turnieju. 12 stycznia 2016 zakończył się kontrakt Perkinsa z federacją.

### Federacje niezależne (2004–2016)

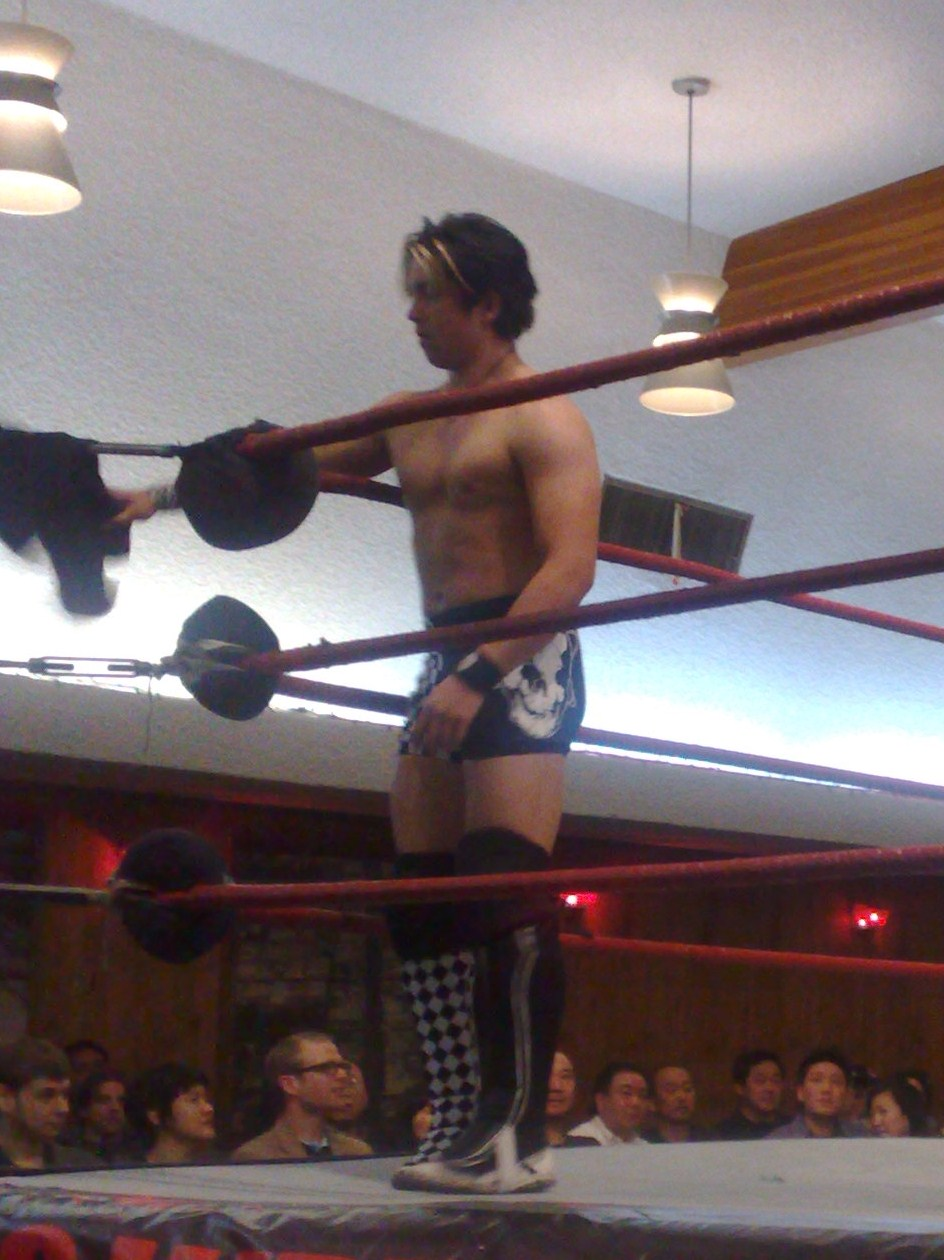
Perkins w ringu w 2008.

W styczniu 2004 Puma zawalczył na dwóch galach federacji Major League Wrestling, gdzie on i Bobby Quance przegrali z The Stampede Bulldogs (Harrym Smithem i TJ Wilsonem). Następnej nocy Puma przegrał czteroosobową walkę z Jackiem Evansem, Chasynem Rancem i posiadaczem MLW Junior Heavyweight Championship Sonjayem Duttem. W grudniu Puma wygrał APW Worldwide Internet Championship federacji All Pro Wrestling pokonując J.J. Pereza. Był w posiadaniu tytułu do lipca 2005 i utracił go na rzecz poprzedniego mistrza.
W styczniu 2005 zadebiutował w Full Impact Pro (FIP) pokonując Azrieala. Podczas gali Unfinisher Business został zaatakowany przez Azrieala i jego przyjaciela CM Punka, zaś podczas kolejnego show Puma przegrał w singlowym starciu z Punkiem. 12 lutego wygrał czteroosobową walkę z Azriealem, Jerrelle Clarkiem i Eddiem Vegasem. Cztery lata później powrócił do FIP jako T.J. Perkins i prowadził pasmo zwycięstw nad Jayem Bradleyem, Nigelem McGuinnesem i Salem Rinauro. W listopadzie 2009 wziął udział w turnieju Jeff Peterson Memorial Cup 2009, gdzie dotarł do półfinału i przegrał w nim z Richardsem. W kwietniu 2010 na gali Southern Stampede powrócił do FIP używając pseudonimu TJP i był częścią battle royalu, który wygrał Chasyn Rance.
Puma zawalczył w Super 8 Tournament 2005 federacji East Coast Wrestling Association; dotarł do finału, w którym przegrał z Peteyem Williamsem. Tego samego roku brał udział w turnieju Pacific Cup promocji Extreme Canadian Championship Wrestling i w finale zmierzył się z Aaronem Idolem i Bryanem Danielsonem – pojedynek wygrał Idol.
W sierpniu 2005 zadebiutował w UWA Hardcore Wrestling jako Puma i poniósł porażkę z Rickym Reyesem. W maju przyszłego roku pokonał M-Dogga 20 i zdobył UWA Canadian Championship. Miesiąc później obronił go w starciu z Peteyem Williamsem, lecz w lipcu utracił go na rzecz M-Dogga 20. W październiku był częścią UWA Grand Prix Tournament, gdzie do finału dotarł pokonując Kazuchikę Okadę i Dana Paysana, aczkolwiek turniej wygrał Sonjay Dutt. Swoje występy w UWA kontynuował do końca 2007.

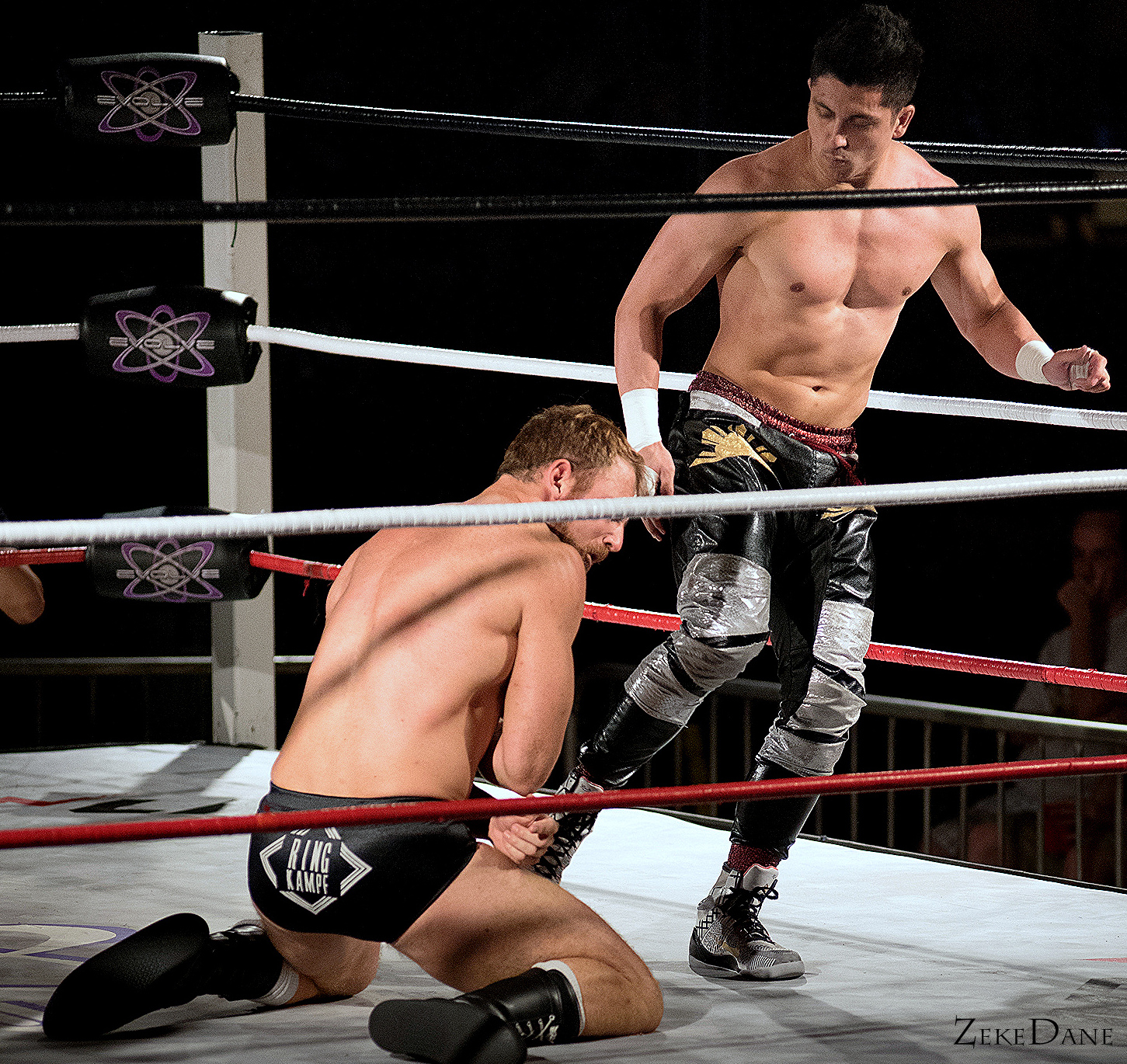
Perkins podczas gali federacji Evolve w 2016.

Perkins zadebiutował w Empire Wrestling Federation (EWF) 22 września 2005 podczas gali Chaos, gdzie on i Dan Kobrick pokonali Big Ugly'ego i Vinniego Massaro. 23 grudnia na gali Holiday Fear wezwał do walki posiadacza EWF Cruiserweight Championship Joeya Hardera. Ostatecznie doszło do trzyosobowej walki z Rockym Romero, lecz starcie wygrał Harder. Perkins kontynuował rywalizację z Harderem o jego tytuł; 12 lutego 2006 został przez niego pokonany poprzez submission. 8 września zawalczył z posiadaczem EWF World Championship Bino Gambino, lecz pokonał go przez wyliczenie poza ringowe i nie odebrał mu tytułu. Po restarcie walki pojedynek zakończył się remisem. 21 listopada Perkins przegrał z Ryanem Taylorem o EWF Cruiserweight Championship. W listopadzie 2006 wziął udział w turnieju EWF's Inland Title Series Tournament. Jego pierwsza walka z Harderem zakończyła się remisem, druga i trzecia z Hookem Bomberrym i Jasonem Kingiem zwycięstwem. W finale z 5 stycznia 2007 zawalczył z Harderem, lecz poniósł porażkę. 27 czerwca 2008 podczas gali Knockdown Dragout 2, Perkins i Liger Rivera (znani jako Famous For Fearless) przegrali z La Ola Del Mal o EWF Tag Team Championship.
W 2006 Puma był częścią nagrań gal federacji Wrestling Society X (WSX). Wziął udział w battle royalu, podczas którego został wyeliminowany przez Vampiro, a także występował w kilku dark matchach z Altar Boy Lukiem i Humanem Tornado. W wywiadzie z 2009 Perkins stwierdził, że poprosił o rozwiązanie kontraktu, gdyż według niego promocja była beznadziejna. Przez kolejne dwa lata występował w federacjach współpracujących z National Wrestling Alliance, między innymi wygrywając NWA Heritage Championship podczas gali federacji Mach One Wrestling z 1 czerwca 2008.
W 2010 zadebiutował dla Dragon Gate USA i Evolve występując jako TJP. Podczas pierwszej w historii gali Evolve przegrał z Munenorim Sawą, zaś na gali Evolve 3 pokonał Kyle’a O’Reilly’ego. Podczas gali DGUSA Fearless federacji Dragon Gate USA pokonał Gran Akumę. W marcu 2010 zadebiutował w niemieckiej federacji Westside Xtreme Wrestling (wX w.); podczas ich pierwszego show w Stanach Zjednoczonych przegrał z Zackiem Sabre Jr. W lipcu 2010 wyruszył do Niemiec i przepracował kilka gal dla wXw.

### WWE

#### Pierwsze wystąpienia (2009)
19 października 2009 podczas odcinka tygodniówki Raw, Perkins pojawił się na gali i miał zawalczyć z The Mizem, lecz przed rozpoczęciem walki został zastąpiony przez Marty’ego Jannetty'ego. Następnego dnia pojawił się podczas nagrań tygodniówki ECW, gdzie jako J.T. Quinn wystąpił w walce z Sheamusem, lecz pojedynek zakończył się dyskwalifikacją po ataku Sheltona Benjamina na Sheamusie. Do końca roku był częścią rozwojowej federacji Florida Championship Wrestling współpracującej z WWE.

#### Dywizja cruiserweight (od 2016)
7 maja 2016 Perkins pokonał Freda Yehiego na gali Evolve 61 i zakwalifikował się do turnieju Cruiserweight Classic. 23 czerwca pokonał w pierwszej rundzie Da Macka, zaś 14 lipca pokonał Johnny’ego Gargano. Po wygranej nad Richem Swannem, 14 września Perkins pokonał Kotę Ibushiego i zakwalifikował się do finału, w którym pokonał Gran Metalika i wygrywając turniej stał się inauguracyjnym posiadaczem WWE Cruiserweight Championship. We wrześniu przywrócono dywizję cruiserweight należącą do brandu Raw. Podczas wrześniowej gali Clash of Champions Perkins obronił tytuł pokonując The Briana Kendricka. Utracił tytuł w rewanżu podczas gali Hell in a Cell. Na gali Roadblock: End of the Line, Rich Swann obronił tytuł pokonując Perkinsa i Kendricka w triple threat matchu; po walce powrócił Neville, który zaatakował Swanna i Perkinsa. 20 grudnia podczas odcinka tygodniówki 205 Live Perkins i Swann przegrali z Neville’em i Kendrickem.
10 kwietnia 2017 podczas odcinka tygodniówki Raw Neville próbował przekonać Perkinsa do faktu, że Austin Aries zabiera mu szansę na bycie w czołówce dywizji cruiserweight. Podczas jego walki z Ariesem, Neville odwrócił uwagę Ariesa i pozwolił Perkinsowi wygrać walkę. Po pojedynku Perkins zaatakował Ariesa, uformował sojusz z Neville’em i stał się heelem. W międzyczasie powrócił do używania skróconego pseudonimu TJP. 5 czerwca na Raw współpraca z Neville’em zakończyła się, kiedy to zaatakował on TJP po wygranej z Mustafą Alim. Dzień później TJP przegrał z Neville’em w starciu o jego WWE Cruiserweight Championship. W lipcu rozpoczął przyjacielską rywalizację z Richem Swannem, która zakończyła się 10 października przegraną z przeciwnikiem. W październiku wziął przerwę od występów w ringu w celu wyleczenia kontuzjowanego kolana.

## Życie prywatne
Perkins urodził się w Kansas City w stanie Missouri. Jego matka pochodzi z Manily z Filipin, zaś kultury tego państwa nauczył się wychowując się w Riverside w Kalifornii. Uczęszczał tam do St. Thomas the Apostle School i Poly High School. W wieku 18 lat zaczął trenować boks, mieszane sztuki walki oraz wolnoamerykankę. Perkins jest wielkim fanem drużyn Los Angeles Lakers, Los Angeles Rams, Los Angeles Kings i Los Angeles Dodgers.

## Inne media
Postać TJP po raz pierwszy przedstawiono w grze WWE 2K18

## Styl walki
- Finishery
  - Jako T.J. Perkins / TJP
    - 540° corkscrew springboard tornado DDT[3] – federacje niezależne
    - 86er (Diving high knee)[113] – federacje niezależne
    - Figure Four Deathlock (Leglock cloverleaf)[2][3] – federacje niezależne
    - Detonation Kick/Damnation Kick (Fireman's carry z wykonaniem overhead kicku)[9][114][115] – od 2017; WWE (w TNA i federacjach niezależnych używany jako zwykły ruch)
    - Mega Buster (Jumping neckbreaker)[113] – federacje niezależne
    - Skull Crusher (Kneeling reverse piledriver)[3] – federacje niezależne
    - TJP Clutch (Leglock inverted cloverleaf przeistaczany z kneebaru; czasem wykonywany po dodaniu Detonation Kicku) – federacje niezależne / WWE

  - Jako Manik / Suicide
    - Death from Above (Double chickenwing double knee gutbuster)[116]
    - Frog splash[117]

  - Jako Puma
    - 540° corkscrew springboard tornado DDT[3]
    - Figure Four Deathlock (Leglock cloverleaf)[2][3]
    - Puma Suplex (Bridging tiger suplex)[3]
    - Triangle choke[10]

- Inne ruchy
  - Brainbuster[3]
  - Double chickenwing double knee gutbuster[118]
  - Cross armbreaker[3]
  - Jumping neckbreaker[3]
  - Senton bomb[3]
  - Sharpshooter[9]
  - Michinoku Driver[3]
  - Tiger suplex[3]
  - Tornado DDT[3]
  - Two Amigos (Rolling vertical suplexes z dodaniem belly-to-back suplexu)
  - Wrecking Ball Dropkick[119] (Springboard front dropkick w przeciwnika znajdującego się pomiędzy drugą liną)

- Przydomki
  - „The Fil-Am Flash”[120]
  - „The Fresh Prince of the Cruiserweights”[121]
  - „The Pinoy Boy”[122]
  - „The Wrestling Yoda”[120]

- Motywy muzyczne
  - „Champion” ~ Tyrone Briggs (Evolve)
  - „Coming Alive” ~ AD/AM[123] (TNA; 23 maja 2013 – 2 czerwca 2013; używany podczas charakteryzacji jako Suicide)
  - „Inner Villain” ~ Dale Oliver (TNA; 4 lipca 2014 – 4 października 2015; używany podczas charakteryzacji jako Manik)
  - „Cut You Down” ~ Serg Salinas i Dale Oliver[124] (TNA; 1 października 2014 – 23 września 2015; używany podczas członkostwa w grupie The Revolution)
  - „Devastate” ~ The Heroes Lie (WWE; 23 czerwca 2016 – 14 września 2016)
  - „Playing with Power” ~ CFO$[125] (WWE; od 25 września 2016)

## Mistrzostwa i osiągnięcia
- All Pro Wrestling
  - APW Worldwide Internet Championship (1 raz)[126]

- Alternative Wrestling Show
  - AWS Light Heavyweight Championship (2 razy)[127]

- Consejo Mundial de Lucha Libre
  - Best New Sensation (2003)[113]
  - Feud of the Year (2003)[113]

- Empire Wrestling Federation
  - EWF Tag Team Championship (1 raz) – z Ligerem Riverą[128]

- Evolve Wrestling
  - Breakout Match (2010) vs. Munenori Sawa z 16 stycznia[129]

- Mach One Wrestling
  - NWA Heritage Championship (1 raz)[130]

- New Japan Pro-Wrestling
  - American Young Lions Cup Tournament (2004)[131]

- Pro Wrestling Illustrated
  - PWI umieściło go w top 500 wrestlerów rankingu PWI 500: 179. miejsce w 2005; 347. miejsce w 2006; 316. miejsce w 2007; 239. miejsce w 2008; 356. miejsce w 2009; 336. miejsce w 2010; 319. miejsce w 2011; 141. miejsce w 2012; 150. miejsce w 2013; 122. miejsce w 2014; 147. miejsce w 2015; 234. miejsce w 2016; 35. miejsce w 2017[132]

- SoCal Uncensored
  - Rookie of the Year (2001)[133]

- Southpaw Regional Wrestling
  - SRW Champion (1 raz)

- Total Nonstop Action Wrestling
  - TNA X Division Championship (1 raz)[82]
  - TNA X Division Championship Tournament (2013)

- United Independent Wrestling Alliance
  - UIWA Lightweight Championship (1 raz)[3]

- UWA Hardcore Wrestling
  - UWA Canadian Heavyweight Championship (1 raz)[3]

- WWE
  - WWE Cruiserweight Championship (1 raz, inauguracyjny)[109]
  - Cruiserweight Classic (2016)[109]